# Billy (песня)
«Billy» — песня американского рэпера 6ix9ine из его дебютного коммерческого микстейпа Day69. Продюсерами песни стали Энтони Фламмия и Beat Menace.
Отрывок из песни был впервые показан 14 февраля 2018 в Instagram 6ix9ine.

## Видеоклип
Релиз видеоклипа на трек состоялся 4 марта 2018 на официальном YouTube-канале WorldStarHipHop. Режиссёром видео стал Trife Drew.
По некоторым данным, во время съёмок 6ix9ine был арестован, но эта информация была опровергнута сотрудниками полиции. Они действительно присутствовали во время записи клипа и сняли рэпера со сцены.

## Чарты
| Чарт                                | Высшая позиция |
| ----------------------------------- | -------------- |
| США (Billboard Hot 100)             | 50             |
| Канада (Billboard Canadian Hot 100) | 38             |
| Нидерланды (Single Top 100)         | 98             |
| Новая Зеландия (Heatseeker Singles) | 4              |
| Швеция (Swedish Heatseeker)         | 1              |
| Швейцария (Schweizer Hitparade)     | 93             |

## Сертификации
| Регион | Сертификация | Продажи |
| --- | ------------ | ------- |
| США (RIAA) | Золотой      | 500 000 |
| Норвегия (IFPI Norway) | Золотой      | 30 000  |
| Канада (Music Canada) | Золотой      | 40 000  |
| ^ Данные о тиражах приведены только на основе сертификации. · Данные о продажах + прослушиваниях приведены только на основе сертификации. |              |         |